# Jyväskylän Seudun Palloseura
Jyväskylän Seudun Palloseura är en idrottsförening i Jyväskylä i Finland som har blivit finska herrmästare i bandy en gång (2019). Föreningen bildades 1962.